# Ippa recitatella
Ippa recitatella är en fjärilsart som beskrevs av Walker 1864. Ippa recitatella ingår i släktet Ippa och familjen äkta malar.
Artens utbredningsområde är Sri Lanka. Inga underarter finns listade i Catalogue of Life.